# Anela
Anela ist eine italienische Gemeinde (comune) mit 560 Einwohnern (Stand 31. Dezember 2023) in der Metropolitanstadt Sassari auf Sardinien. Die Gemeinde liegt etwa 52,5 Kilometer südöstlich von Sassari.
Die von der Ozieri-Kultur (3000–2300 v. Chr.) angelegte Felskammernekropole Sos Furrighesos mit 20 Domus de Janas liegt (schwer zugänglich) in der Nähe.

## Verkehr
Durch die Gemeinde führt die Strada Statale 128bis Centrale Sarda von Bonnanaro nach Illorai.